# 1898
Theo lịch Gregory, năm 1898 (số La Mã: MDCCCXCVIII) là năm bắt đầu từ ngày thứ Bảy.

## Sự kiện

### Tháng 3
- 14 tháng 3: Thành lập BSC Young Boys (Young Boys Bern)

### Tháng 4
- 24 tháng 4: Bắt đầu Chiến tranh Hoa Kỳ-Tây Ban Nha.
- 25 tháng 4: Hoa Kỳ tuyên chiến với Tây Ban Nha

### Tháng 5
- 30 tháng 5: William Ramsay và Morris William Travers tìm thấy Krypton

### Tháng 6
- 11 tháng 6: xảy ra chính biến Mậu Tuất
- 12 tháng 6: Tướng Emilio Aguinaldo tuyên bố Philippines độc lập.
- 21 tháng 6: Hoa Kỳ chiếm đảo Guam

### Tháng 7
- 3 tháng 7: Thành lập đại học Bắc Kinh
- 7 tháng 7: Hoa Kỳ chiếm Hawaii.
- 18 tháng 7: Pierre và Marie Curie tường thuật về Polonium
- 25 tháng 7: Hoa Kỳ đánh chiếm Puerto Rico

### Tháng 8
- 10 tháng 8: Thành lập Trường Chuyên nghiệp Hà Nội, tiền thân của Trường Đại học Công nghiệp Hà Nội

### Tháng 9
- 2 tháng 9: Mở đầu chiến dịch Umm Durman.
- 21 tháng 9: Vua Quang Tự bị giam lỏng.

### Tháng 11
- 21 tháng 11 - Pierre Curie và Marie Curie khám phá cùng với Gustave Bémont nguyên tố Radium, công bố ngày 26 tháng 12

### Tháng 12
- 10 tháng 12: Hòa ước Paris chấm dứt Chiến tranh Hoa Kỳ-Tây Ban Nha

Không Rõ
- Không Rõ: Cầu Long Biên chính thức thành lập tại Hà Nội

### Năm sinh (Năm mất) của các nhà trí thức lỗi lạc trong năm1898
- 1 tháng 1: Viktor Ullmann, nhà soạn nhạc, người điều khiển dàn nhạc và nghệ sĩ dương cầm (mất 1944)
- 2 tháng 1: Hermann Schwann, chính trị gia Đức (mất 1977)
- 6 tháng 1: James Fitzmaurice, phi công Ireland (mất 1965)
- 7 tháng 1: Sigmund Graff, nhà văn Đức (mất 1979)
- 8 tháng 1: Gerhard Bienert, diễn viên Đức (mất 1986)
- 13 tháng 1: Kaj Munk, mục sư Đan Mạch, nhà thơ (mất 1944)
- 23 tháng 1: Randolph Scott, diễn viên Mỹ (mất 1987)
- 23 tháng 1: Sergei Eisenstein, đạo diễn phim Xô Viết (mất 1948)
- 26 tháng 1: Alfons Paquet, nhà báo Đức, nhà văn, thi sĩ (mất 1944)
- 1 tháng 2: Leila Denmark, nữ y học Mỹ
- 3 tháng 2: Alvar Aalto, kiến trúc sư Phần Lan, nhà thiết kế (mất 1976)
- 4 tháng 2: Josef Blum, cầu thủ bóng đá Áo, huấn luyện viên (mất 1956)
- 5 tháng 2: Will Shade, nhạc sĩ blues Mỹ (mất 1966)
- 7 tháng 2: Kurt Kolle, bác sĩ tâm thần, tác giả (mất 1975)
- 9 tháng 2: Franz Gurk, chính trị gia Đức (mất 1984)
- 10 tháng 2: Bertolt Brecht, nhà soạn kịch Đức, nhà thơ trữ tình (mất 1956)
- 12 tháng 2: Roy Harris, nhà soạn nhạc Mỹ (mất 1979)
- 14 tháng 2: Fritz Zwicky, nhà vật lý học Thụy Sĩ, nhà thiên văn học (mất 1974)
- 15 tháng 2: Allen Woodring, vận động viên điền kinh Mỹ (mất 1982)
- 18 tháng 2: Briton Hadden, nhà xuất bản Mỹ (mất 1929)
- 18 tháng 2: Enzo Ferrari, đua xe Ý, người thành lập Ferrari (mất 1988)
- 26 tháng 2: Konstantin Biebl, thi sĩ Séc (mất 1951)
- 1 tháng 3: Wilhelm Pramme, họa sĩ Đức (mất 1965)
- 3 tháng 3: Emil Artin, nhà toán học Áo (mất 1962)
- 3 tháng 3: Humberto Viscarra Monje, nhà soạn nhạc (mất 1971)
- 5 tháng 3: Jan Oosthoek, cầu thủ bóng đá Hà Lan
- 5 tháng 3: Chu Ân Lai, thủ tướng Trung Hoa (mất 1976)
- 8 tháng 3: Theophilus E. Dönges, tổng thống Nam Phi (mất 1968)
- 11 tháng 3: Amédé Ardoin, nhạc sĩ (mất 1941)
- 13 tháng 3: Henry Hathaway, đạo diễn phim Mỹ (mất 1985)
- 16 tháng 3: Jakob Haringer, nhà văn Đức (mất 1948)
- 19 tháng 3: Tian Han, nhà soạn kịch Trung Hoa (mất 1968)
- 26 tháng 3: Rudolf Dassler, doanh nhân Đức, người thành lập Puma (mất 1974)
- 28 tháng 3: Max zu Schaumburg-Lippe, đua ô tô Áo (mất 1974)
- 29 tháng 3: Fritz Bache, cầu thủ bóng đá Đức (mất 1959)
- 30 tháng 3: Heinz Risse, nhà văn Đức (mất 1989)
- 31 tháng 3: Gunnar Wolf, họa sĩ Đan Mạch (mất 1984)
- 3 tháng 4: Henry Luce, nhà xuất bản Mỹ (mất 1967)
- 13 tháng 4: Chandulal Shah, đạo diễn phim Ấn Độ (mất 1975)
- 19 tháng 4: Constance Talmadge, nữ diễn viên Mỹ (mất 1973)
- 20 tháng 4: Benjamín Carrión, nhà văn (mất 1979)
- 20 tháng 4: Emmanuel Bove, nhà văn Pháp (mất 1945)
- 21 tháng 4: Otto Brunner, nhà sử học Áo (mất 1982)
- 23 tháng 4: Edwin Erich Dwinger, nhà văn Đức (mất 1981)
- 25 tháng 4: Edmund Kolbe, họa sĩ Đức (mất 1983)
- 26 tháng 4: Vicente Aleixandre, nhà thơ trữ tình Tây Ban Nha, Giải thưởng Nobel về văn học (mất 1984)
- 28 tháng 4: Grantley Herbert Adams, chính trị gia (mất 1971)
- 1 tháng 5: Eugene Robert Black, tổng thống thứ ba của Ngân hàng Thế giới (mất 1992)
- 3 tháng 5: Golda Meïr, nữ chính trị gia Israel (mất 1978)
- 5 tháng 5: Alfred van Nüß, kiện tướng cờ vua Đức (mất 1946)
- 8 tháng 5: Alojzije Stepinac, tổng giám mục Zagreb, Hồng y Giáo chủ (mất 1960)
- 10 tháng 5: Ariel Durant, nhà văn nữ Mỹ (mất 1981)
- 10 tháng 5: Rudolph Schönheimer, nhà hóa sinh Đức (mất 1941)
- 15 tháng 5: Arletty, nữ diễn viên Pháp (mất 1992)
- 16 tháng 5: Tamara de Lempicka, nữ họa sĩ Ba Lan (mất 1980)
- 25 tháng 5: Gustav Regler, nhà văn Đức (mất 1963)
- 2 tháng 6: Herbert Paatz, nhà báo Đức, nhà văn (mất 1944)
- 5 tháng 6: Federico García Lorca, tác giả Tây Ban Nha (mất 1936)
- 5 tháng 6: Hans Ambs, chính trị gia Đức (mất 1962)
- 6 tháng 6: Ninette de Valois, nữ nghệ sĩ múa Ireland (mất 2001)
- 8 tháng 6: Oskar Joost, nhạc sĩ Đức (mất 1941)
- 9 tháng 6: Curzio Malaparte, nhà văn Ý, nhà báo (mất 1957)
- 9 tháng 6: Luigi Fagioli, đua ô tô Ý (mất 1952)
- 17 tháng 6: M.C. Escher, nghệ nhân Hà Lan, nghệ sĩ tạo hình (mất 1972)
- 19 tháng 6: Benno von Arent, kiến trúc sư Đức (mất 1956)
- 19 tháng 6: Paul Müller-Zürich, nhà soạn nhạc Thụy Sĩ (mất 1993)
- 22 tháng 6: Erich Maria Remarque, tác giả Đức (mất 1970)
- 26 tháng 6: Wilhelm Emil Messerschmitt, chế tạo máy bay, doanh nhân (mất 1978)
- 29 tháng 6: Yvonne Lefébure, nghệ sĩ dương cầm Pháp (mất 1986)
- 2 tháng 7: Hugh Latimer Dryden, nhà khoa học Mỹ (mất 1965)
- 4 tháng 7: Gulzarilal Nanda, chính trị gia Ấn Độ (mất 1998)
- 6 tháng 7: Hanns Eisler, nhà soạn nhạc Đức (mất 1962)
- 11 tháng 7: E. W. Emo, đạo diễn phim Áo (mất 1975)
- 17 tháng 7: Berenice Abbott, nữ nhiếp ảnh gia Mỹ (mất 1991)
- 19 tháng 7: Herbert Marcuse, triết gia, nhà xã hội học (mất 1979)
- 19 tháng 7: Juan Bautista Plaza, nhà soạn nhạc Venezuela (mất 1965)
- 21 tháng 7: Sara Carter, nữ ca sĩ nhạc country Mỹ (mất 1979)
- 22 tháng 7: Alexander Calder, nhà điêu khắc Mỹ (mất 1976)
- 22 tháng 7: Stephen Vincent Benét, nhà văn Mỹ (mất 1943)
- 23 tháng 7: Jacob Marschak, nhà kinh tế học Mỹ, nhà khoa học (mất 1977)
- 29 tháng 7: Isidor Isaac Rabi, nhà vật lý học Mỹ (mất 1988)
- 30 tháng 7: Henry Moore, nhà điêu khắc Anh, họa sĩ (mất 1986)
- 31 tháng 7: Karl Skraup, diễn viên Áo (mất 1958)
- 3 tháng 8: Herbert Behrens-Hangeler, họa sĩ Đức, nghệ sĩ tạo hình, nhà văn (mất 1981)
- 3 tháng 8: Ildebrando Antoniutti, Hồng y Giáo chủ Ý (mất 1974)
- 5 tháng 8: Piero Sraffa, nhà kinh tế học Ý (mất 1983)
- 11 tháng 8: Karolina Lanckorońska, nữ sử gia về nghệ thuật Ba Lan, nhà văn nữ (mất 2002)
- 12 tháng 8: Oskar Homolka, diễn viên (mất 1978)
- 15 tháng 8: Jan Brzechwa, nhà thơ Ba Lan, tác giả, dịch giả (mất 1966)
- 20 tháng 8: Vilhelm Moberg, nhà văn Thụy Điển (mất 1973)
- 24 tháng 8: Malcolm Cowley, nhà văn Mỹ, thi sĩ, nhà phê bình văn học (mất 1989)
- 25 tháng 8: Helmut Hasse, nhà toán học Đức (mất 1979)
- 29 tháng 8: Preston Sturges, tác giả kịch bản Mỹ, đạo diễn phim (mất 1959)
- 30 tháng 8: Shirley Booth, nữ diễn viên Mỹ (mất 1992)
- 1 tháng 9: Friedrich Georg Jünger, nhà thơ trữ tình Đức, nhà văn tiểu luận (mất 1977)
- 2 tháng 9: Pietro Ferrero, doanh nhân Ý (mất 1949)
- 2 tháng 9: Alfons Gorbach, chính trị gia Áo, thủ tướng liên bang (mất 1972)
- 10 tháng 9: Manfred Hausmann, nhà văn Đức (mất 1986)
- 13 tháng 9: Roger Désormière, người điều khiển dàn nhạc Pháp (mất 1963)
- 15 tháng 9: Edward Gottlieb, doanh nhân (mất 1979)
- 19 tháng 9: Giuseppe Saragat, tổng thống Ý (mất 1988)
- 21 tháng 9: Max Rabl, chính trị gia Áo (mất 1964)
- 22 tháng 9: Karl Pistorius, ca sĩ opera Áo (mất 1966)
- 23 tháng 9: Franz Xaver Fuhr, họa sĩ Đức (mất 1973)
- 26 tháng 9: George Gershwin, nhà soạn nhạc Mỹ (mất 1937)
- 29 tháng 9: Trofim Denissowitsch Lyssenko, nhà sinh vật học Ukraina (mất 1976)
- 3 tháng 10: Adolf Reichwein, nhà kinh tế học Đức (mất 1944)
- 3 tháng 10: Leo McCarey, đạo diễn phim Mỹ, nhà sản xuất phim, tác giả kịch bản (mất 1969)
- 5 tháng 10: Ewald Balser, diễn viên Đức (mất 1978)
- 6 tháng 10: Mitchell Leisen, đạo diễn phim Mỹ, diễn viên (mất 1972)
- 7 tháng 10: Alfred Wallenstein, người điều khiển dàn nhạc Mỹ (mất 1983)
- 10 tháng 10: Marie-Pierre Koenig, tướng Pháp (mất 1970)
- 13 tháng 10: Georg Neumann, doanh nhân Đức (mất 1976)
- 15 tháng 10: Boughera El-Ouafi, vận động viên điền kinh Algérie (mất 1959)
- 17 tháng 10: Simon Vestdijk, nhà văn Hà Lan (mất 1971)
- 18 tháng 10: Clemente Biondetti, đua xe Ý (mất 1955)
- 22 tháng 10: William Quindt, nhà báo Đức, nhà văn (mất 1969)
- 28 tháng 10: František Běhounek, nhà vật lý học Séc, nhà văn (mất 1973)
- 31 tháng 10: Max Reimann, chính trị gia Đức (mất 1977)
- 1 tháng 11: Sippie Wallace, nữ nhạc sĩ blues Mỹ (mất 1986)
- 19 tháng 11: William Sheldon, nhà y học Mỹ, nhà tâm lý học (mất 1977)
- 21 tháng 11: René Magritte, họa sĩ Bỉ (mất 1967)
- 22 tháng 11: Gabriel González Videla, chính trị gia Chile (mất 1980)
- 26 tháng 11: Karl Ziegler, nhà hóa học Đức (mất 1973)
- 29 tháng 11: Clive Staples Lewis, nhà văn Anh (mất 1963)
- 3 tháng 12: Arnold Fischer, chính trị gia Đức (mất 1972)
- 3 tháng 12: Lev Knipper, nhà soạn nhạc Nga (mất 1974)
- 3 tháng 12: Fritz Steuben, nhà văn Đức (mất 1981)
- 6 tháng 12: Gunnar Myrdal, nhà kinh tế học Thụy Điển, nhận Giải thưởng Nobel (mất 1987)
- 11 tháng 12: Fritz Mühlenweg, nhà văn Đức (mất 1961)
- 11 tháng 12: Joseph Marie Trịnh Như Khuê, tổng giám mục Hà Nội, Hồng y Giáo chủ (mất 1978)
- 14 tháng 12: Alfred Au, cầu thủ bóng đá Đức (mất 1986)
- 16 tháng 12: Ján Smrek, nhà văn Slovakia, nhà xuất bản (mất 1982)
- 20 tháng 12: Irene Dunne, nữ diễn viên (mất 1990)
- 22 tháng 12: Vladimir Fock, nhà vật lý học Nga (mất 1974)

## Mất
- 14 tháng 1: Lewis Carroll, nhà văn Anh, nhà toán học, nhiếp ảnh gia (sinh 1832)
- 15 tháng 1: Antoine François Marmontel, nhà soạn nhạc Pháp (sinh 1816)
- 30 tháng 1: Jules Péan, bác sĩ phẫu thuật Pháp (sinh 1830)
- 6 tháng 2: Rudolf Leuckart, nhà động vật học Đức (sinh 1822)
- 12 tháng 3: Johann Jakob Balmer, nhà toán học Thụy Sĩ, nhà vật lý học (sinh 1825)
- 12 tháng 3: Zacharias Topelius, thi sĩ, nhà văn (sinh 1818)
- 14 tháng 3: Henry Bessemer, kĩ sư Anh, nhà phát minh (sinh 1813)
- 16 tháng 3: Aubrey Beardsley, thi sĩ Anh, họa sĩ biếm họa, họa sĩ vẽ tranh minh họa (sinh 1872)
- 20 tháng 3: Karl August Tavastjerna, nhà văn Phần Lan (sinh 1860)
- 25 tháng 4: Benjamin Vautier, họa sĩ Đức (sinh 1829)
- 12 tháng 5: Raimund Grübl, luật gia Áo, chính trị gia (sinh 1847)
- 19 tháng 5: William Ewart Gladstone, chính trị gia Anh (sinh 1809)
- 19 tháng 5: Oran M. Roberts, luật gia Mỹ, thống đốc Texas (sinh 1815)
- 22 tháng 5: Edward Bellamy, nhà văn Mỹ (sinh 1850)
- 22 tháng 5: Nikolay Yakovlevich Afanasyev, nhà soạn nhạc Nga (sinh 1820)
- 21 tháng 6: Anton Kerner von Marilaun, nhà thực vật học Áo, giáo sư (sinh 1831)
- 8 tháng 7: Jefferson Randolph Smith, nhà kinh doanh Mỹ (sinh 1860)
- 30 tháng 7: Otto von Bismarck, hầu tước Bismarck-Schönhausen, công tước Lauenburg (sinh 1815)
- 3 tháng 8: Charles Garnier, kiến trúc sư Pháp (sinh 1825)
- 8 tháng 8: Eugène Boudin, họa sĩ Pháp (sinh 1824)
- 17 tháng 8: Carl Zeller, luật gia Áo, nhà soạn nhạc (sinh 1842)
- 23 tháng 8: Félicien Rops, họa sĩ Bỉ (sinh 1831)
- 9 tháng 9: Stéphane Mallarmé, nhà văn Pháp (sinh 1842)
- 20 tháng 9: Theodor Fontane, nhà văn Đức (sinh 1819)